# Alarik I

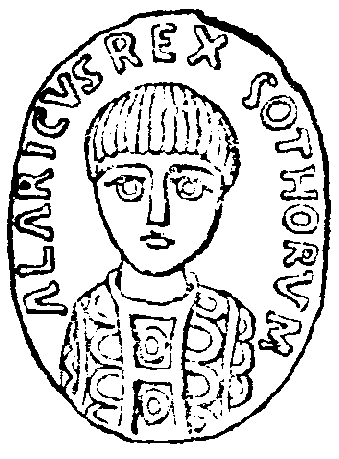
Alarik I. Texten lyder Alaricus Rex Gothorum, "Alarik goternas konung"

Alarik I (alternativt Alarik goten eller i latinska källor Alaricus), (cirka 370 - 410), var en gotisk kung och den förste barbarhärskaren som intog Rom. Alarik valdes till visigoternas förste kung och förde folket till nya boplatser, först i Grekland och senare till Illyrien och Italien. Alarik var ariansk kristen.

## Biografi
Alarik I föddes antagligen omkring år 370 på Peuce, en ö vid Donaus mynning. Han var av hög ätt då hans far var släkt med Balthi (baltherna, ej att förväxla med "folk från Baltikum"), vilka räknades som den näst finaste härstamning man kunde ha (näst amalerna). Han var got och hörde till den visigotiska delen av folket, vilka vid denna tidpunkt var bosatta i Moesien i nutida Bulgarien efter att ha flytt undan hunnerna.
394 var Alarik ledare för de foederati som tjänade kejsar Theodosius I i striden mot usurpatorn Eugenius. Slutstriden stod alldeles vid de pass i Alperna som leder in mot Italien och Alarik kan inte ha undgått att notera hur svagt försvaret av Italien var i området norr om Adriatiska havet.
Bruket av barbarstammar som foederati ökade under 300-talet. Befolkningen i landsprovinserna tyngdes av skatter och kunde inte längre producera de soldater som behövdes, och kejsarna var rädda för att en ädelborn, briljant militär ur den romerska befolkningens kärna skulle komma att utropas som ny kejsare, varför man föredrog att de högsta militära ämbetena bekläddes av krigare vars bakgrund än så länge gjorde en sådan utveckling omöjlig. Möjligheten att en general med denna opassande bakgrund bara skulle nöja sig med att dominera landet utan att försöka bli kejsare fanns dock, och blev verklighet när Theodosius I dog 395 och efterlämnade ett Romarrike som delades mellan hans två svaga söner, Arcadius och Honorius.

### Kung över visigoterna
När Theodosius dog lämnade Alarik den romerska militären och blev vald till kung av visigoterna. Hans första mål blev Östrom. Efter att ha sett Konstantinopels formidabla murar lät man staden vara, och marscherade in i Tessalien och genom Thermopyles pass in i Grekland. Exakt hur fälttåget utspelade sig vet man inte, och källorna är förvirrade på grund av det politiska läget och spänningen mellan Östrom och Västrom - i det förra intrigerade Rufinus mot Stilicho, som var den verklige ledaren i väst. Rufinus mördades till slut av sina egna soldater, och Stilicho kunde då ta itu med Alarik, men innan dess hann denne i två år härja i Grekland. Aten undslapp plundring sedan staden omedelbart slagit upp sina portar men Attika utplundrades och på Peloponnesos intogs Korinth, Argos och Sparta, och många av invånarna såldes som slavar. När Stilicho kom till undsättning åt Arcadius lyckades han stänga inne Alariks här i bergen i Phloe på fastlandet. Alarik undkom med nöd och näppe - det viskades om att Stilicho låtit honom undkomma - och efter att ha korsat Korintbukten marscherade man med bytet från Grekland norrut mot Epiros.

### Härtåget mot Västrom
Den östromerske kejsarens gav av någon orsak, möjligen motiverat av det spända politiska läget gentemot Västrom, Alarik prefekturen över östra Illyrien. Antagligen gällde det inte hela detta stora område, men säkert vet man inte. Området gränsar till både Östrom och Västrom, och exempelvis Claudianus skrev att Alarik "sålde sin trohetsed till vardera tronen efter den andra". Flera noterar att Alarik lät de bägge kejsardömena rusta hans gotiska här inför nästa erövring. Antagligen kom denna erövring år 400 - tidpunkten är långtifrån säker. Invasionen var riktad mot Italien, och Alarik var nu allierad med Radagais. Fram till 402 härjades Norditalien och Rom fruktade ett anfall, men i ett slag vid Pollentia (moderna tiders Piemonte) den 6 april 402 möttes hans här av Stilichos romerska styrkor, som vann slaget och därmed blockerade vidare avancemang söderut, men till högt pris. Alarik var liksom flertalet goter av den arianska tron, och ska ha litat på att högtidlighållandet av påsken skulle få Stilicho att vänta med ett anfall. Vidare hade goterhären med sig stora mängder civila - Alarik hade givit invasionen karaktären av en nationell utvandring. Härens rörlighet hämmades av detta, och det finns källor som uppger att Alariks fru ska ha råkat i fångenskap efter slaget. Röster som kritiserade Stilicho för att han dragit nytta av påskhögtiden för att överraska Alarik saknades inte.
Efter ytterligare ett nederlag, vid Verona, lämnade Alarik Italien 403. Följderna av invasionen för Västrom var allvarliga - legionerna i Britannien hade återkallats, och Gallien och Hispania förlorades snart därefter när de försvagade styrkorna där besegrades av vandaler, sveber och alaner.
Senare dyker Alarik upp i skildringarna som vän och allierad till Stilicho. 407 var läget mellan Rom och Konstantinopel så spänt att krig hotade, och Stilicho föreslog att man skulle använda sig av Alarik och dennes innehav av prefekturen i Illyrien för att på så sätt kunna hävda Honorius krav på den provinsen. Arcadius död 408 hade en lugnande effekt på läget, men Alarik hade redan rustat sin här och stod i Epiros - han krävde i hotande ordalag att hans folk rundligen skulle ersättas för vad vi idag kanske skulle kalla mobiliseringskostnader. Betalningen som krävdes var 4000 pund guld men Stilicho lyckades få senaten att godkänna utbetalningen.
Tre månader senare mördades Stilicho, och flera av hans närmaste. Att Honorius låg bakom morden brukar ses som självklart. I oroligheter som följde dödades många kvinnor och barn i familjer till foederati i Italien. Den omedelbara följden av detta blev att uppemot 30000 man med en stor revanschlust gentemot Rom slöt sig till Alarik. Återigen invaderade Alarik Italien via Alperna i nordöst och i september 408 stod han framför Roms murar. Ingen militär av Stilichos kapacitet kunde nu hota honom, och Rom inneslöts i en total belägring.
Det blev dock ingen blodspillan. Alarik använde bara hungern som vapen. När senatens förhandlare försökte förskräcka belägraren med skildringar av de våldsamheter den panikslagna och hungrande befolkningen i staden skulle kunna utföra ska Alarik ha givit sitt berömda svar, "Ju tätare gräs, desto lättare att skörda". Efter långa förhandlingar gick den hungrande stadens invånare med på att betala 2000 pund guld, stora mängder kläder i silke och läder samt 3000 pund peppar. Därmed var Alariks första belägring av Rom över.
Den motivation som är synlig genom Alariks karriär hade inte som mål att besegra eller störta Rom, hans enda mål var att i förhandlingar försäkra sig om en erkänd och säker position inom rikets gränser. Hans fredsvillkor var stränga. Ett stort stycke land mellan Donau och Venedigbukten, nominellt som underlydande till kejsardömet, samt titel av överbefälhavare för den kejserliga armén.

### Plundringen av Rom 410

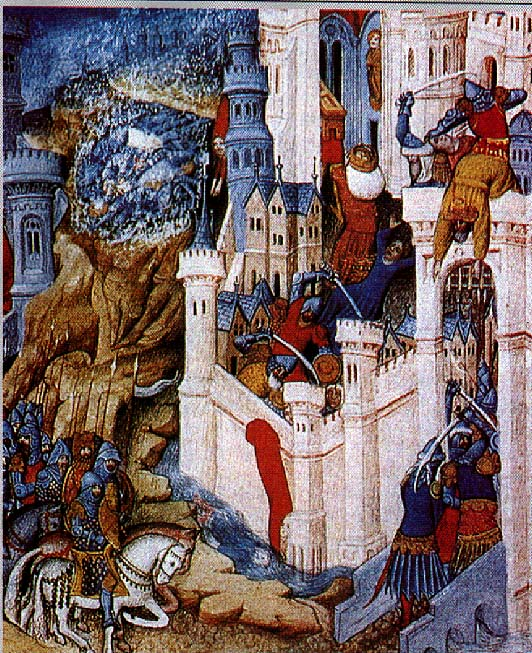
Roms erövning 410, fransk miniatyr från 1400-talet.

Honorius kände sig dock säker i sin tillflykt i Ravenna, som låg inneslutet av träsk, och vägrade gå med på kraven. Alarik invaderade då åter Italien. 409 inneslöts åter Rom. Senaten förhandlade fram en lösning - en ny kejsare utsågs, greken Priscus Attalus. Han skulle dock visa sig fullständigt oanvändbar för Alarik. Priscus förkastade Alariks råd och förlorade Africa och hotad av samma hungersvapen som han själv använt mot Rom - och de sex legioner Honorius brorson Theodosius II sänt som stöd till sin inkompetente farbror - avsatte Alarik prompt sin oduglige marionett under förnedrande former vid en ceremoni inför tusentals soldater. Nya förhandlingar inleddes men denna gång saboterades de av en gotisk rådgivare till Honorius, Sarus, och Alarik tappade tålamodet. För tredje gången belägrade han Rom och staden intogs snabbt, antingen genom förräderi eller överraskning. Den 24 augusti 410 stormade goterna in genom nordöstlig port. Plundringen av staden brukar skildras med kommentarer om segrarnas barmhärtighet, säkert är i alla fall att staden inte brändes (med undantag för ett palats) och att de som sökt sin tillflykt till kyrkor verkar ha skonats liksom kyrkobyggnaderna själva.

### Alariks död
Alarik rörde sig från Rom söderut in i Kalabrien, i avsikt att erövra Africa. Provinsen var "Roms kornbod" men flottan förstördes i en häftig storm. Strax därefter dog Alarik, möjligen i sviterna av en sjukdom.
Legenden förtäljer att man ledde bort floden Busento och i dess flodbädd begravde krigarkungen tillsammans med utvalda rikedomar från plundringen av Rom. Sedan släpptes floden tillbaka i sin ursprungliga fåra och de tusentals slavar som stått för arbetet dödades för att inte kunna avslöja platsen för graven. Kommandot över hären tillföll Ataulf.

## Skrifter om Alarik
Skildringarna av Alarik är först och främst de samtida Orosius och poeten Claudianus. Zosimus, en barbarisk historiker, skildrade Alariks bedrifter något halvsekel senare, och Jordanes skrev sin gotiska historia år 551, baserad på Cassiodorus tidigare och nu förlorade verk vilket skrevs omkring 520.